# A Escócia sob a Commonwealth

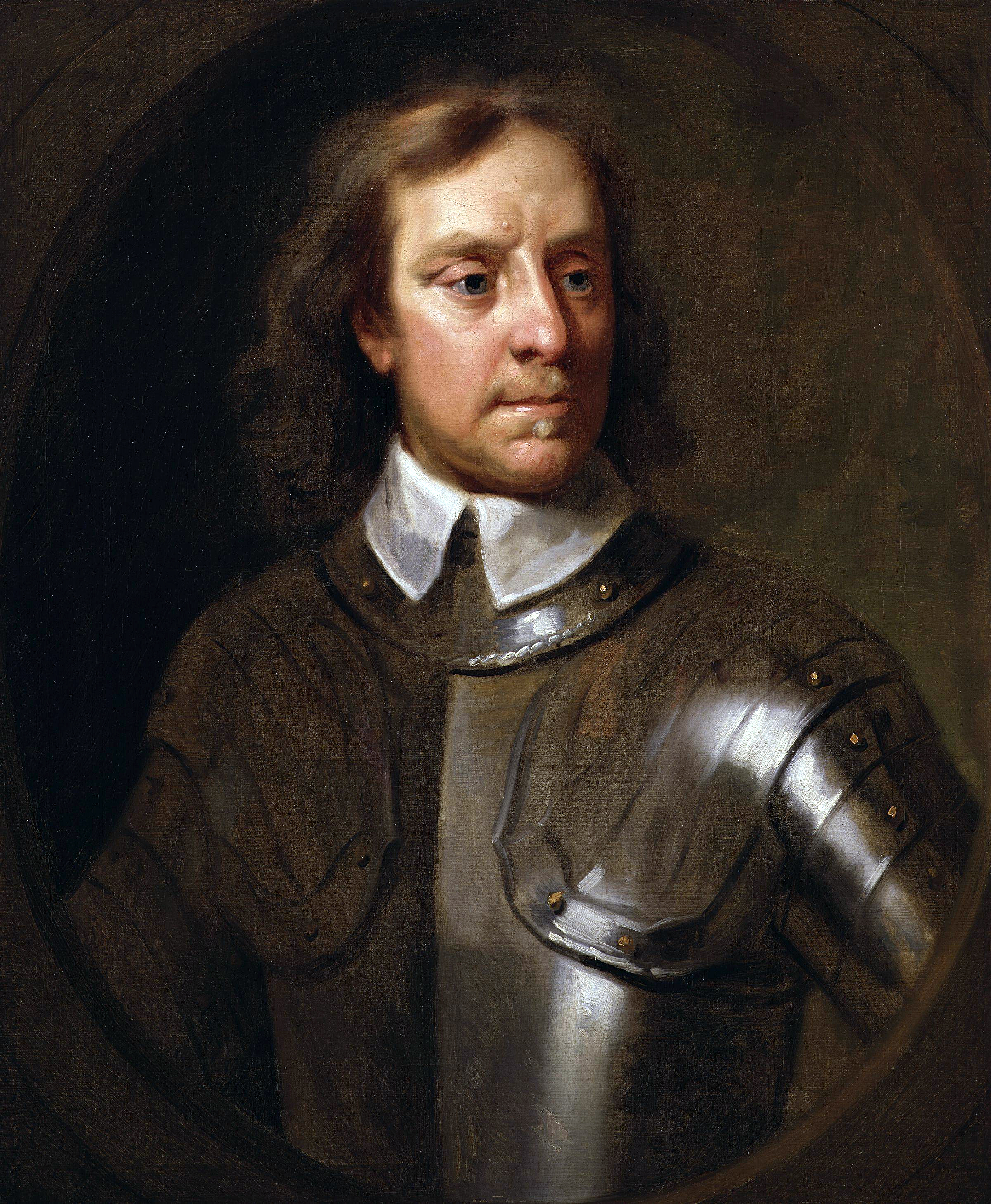
Oliver Cromwell, cujas vitórias militares em Dunbar e Worcester abriram o caminho para a criação da união da Commonwealth, se tornando a sua figura dominante como Lorde Protetor.

A Escócia sob a Commonwealth é a história do Reino da Escócia entre a declaração de que o reino era parte da Comunidade Britânica, em fevereiro de 1652, e a restauração da monarquia Stuart, com a Escócia recuperando sua posição de reino independente, em junho de 1660. 
Após a execução de Carlos I em 1649, o Parlamento escocês declarou seu filho Carlos II rei da Escócia, Inglaterra e Irlanda. Os ingleses responderam com uma invasão liderada por Oliver Cromwell, resultando em derrotas para os escoceses em Dunbar e depois em Worcester, abrindo caminho para a conquista inglesa do país. Sob o Tender of Union, a Escócia foi declarada parte da Comunidade Britânica com a Inglaterra e a Irlanda em 1652, contudo, apesar de repetidas tentativas, um ato não foi aprovado em Westminster para ratificar a união até 1657. Sob os termos da união, os escoceses ganharam 30 representantes no parlamento, mas muitos cargos não foram preenchidos, ou caíram para agentes ingleses do governo. 